# نوبات حديثو الولادة
النوبة لدى حديثي الولادة هي نوبة لدى طفل عمره أصغر من 4 أسابيع قابلة للكشف عبر التسجيل الكهربائي للدماغ. يُعرف بوجود نظم نشبي شاذ انتيابي ومستمر بسعة 2 ميكرو فولت في مخطط كهربائية الدماغ، يظهر عند الرضع الذين تقل أعمارهم عن 4 أسابيع. قد تتجلى هذه النوبة بشكل تصلب أو نفضات في الأطراف أو الجذع. في بعض الأحيان، يمكن ملاحظة حركات عشوائية في العين وحركات دائرية في الساقين تشبه ركوب الدراجة وحركات توترية في مقلة العين وحركات تلمظ في الشفتين. قد تتسبب هذه النوبات في تغيرات في معدل ضربات القلب وضغط الدم والتنفس وإفراز اللعاب وتوسع الحدقة والتغيرات الانتيابية الأخرى المصاحبة في الجهاز العصبي الذاتي عند الرضع. تُلاحظ هذه التغييرات أغلب الأحيان تزامنًا مع بعض الأعراض السريرية الأخرى. قد تكون النوبة لدى حديث الولادة ناتجة عن الصرع وقد لا تكون كذلك. قد تتحرض بعض النوبات عن طريق التحفيز أوتتثبط عن طريق الكبح.
وفقًا للرابطة الدولية لمكافحة الصرع (آي إل أيه إي)، تعد النوبات أساسًا نشاطًا عصبيًا مفرطًا وشاذًا أو متزامنًا في الدماغ يتجلى على شكل علامات أو أعراض. مع ذلك، يُقصي التعريف النوبات الكهربائية فقط التي تشكل 40-60% من النوبات لدى حديثي الولادة المصابين بأمراض خطيرة. وفقًا لنظام التصنيف الذي وضعته الجمعية الأمريكية لعلم وظائف الأعصاب السريري، يمكن تصنيف النوبات إلى نوبات كهربائية سريرية، ونوبات سريرية فقط، ونوبات صرعية كهربائية فقط.
صُنفت نوبات حديثي الولادة إلى أنواع مختلفة بناء على معايير مختلفة. ركز نظام التصنيف السابق بشكل أكبر على التمييز بين نوبات حديثي الولادة وتلك التي تصيب الأطفال البالغين. وُجد أن الأطفال حديثي الولادة قد يعانون من النوبات التوترية أو الرمعية. لم تحدث لديهم نوبات توترية رمعية. إذا لوحظ أن النوبات بؤرية، قد تُصنف أيضًا إلى أحادية البؤرة أو متعددة البؤر. يمكن تصنيف النوبات التي تصيب حديثي الولادة بشكل أساسي إلى نوبات حادة عرضية وصرع حديثي الولادة الذي يرتبط بعوامل وراثية أو بنيوية. تنتج النوبات الحادة العرضية عن أذية الدماغ بسبب اعتلال الدماغ بنقص التروية والسكتة الدماغية والنزيف داخل الجمجمة أو العدوى وأخطاء الأيض الخلقية والشذوذات الأيضية والدماغية العابرة. قد يُعزى صرع الأطفال حديثي الولادة إلى المتلازمات الوراثية أو تشوهات الدماغ الهيكلية التطورية أو أمراض الاستقلاب. وُجد أن جميع أنظمة التصنيف مفيدة للغاية من الناحية السريرية.
يعد حدوث النوبات أكثر شيوعًا في مرحلة حديث الولادة منه في مراحل الحياة الأخرى. تعد النوبات لدى حديثي الولادة نادرة نسبيًا وتصيب 1 أو 3.5 من كل 1000 مولود. تعتبر المشكلة العصبية الأكثر شيوعًا في الحضانة والتي ترتبط بمخاطر أكبر للمراضة والوفيات، وتتطلب التقييم والعلاج في وحدة العناية المركزة لحديثي الولادة أغلب الأحيان. أدى تقديم رعاية أفضل في وحدات رعاية الأطفال حديثي الولادة، بالإضافة إلى تحسين مرافق الرعاية الصحية، إلى خفض معدل الوفيات المرتبط بهذه النوبات. مع ذلك، ما زال معدل المراضة على المدى الطويل كما هو تقريبًا. قد يُعزى الخطر المتزايد للنوبات لدى حديث الولادة إلى المخاطر المتعلقة بالولادة والحمل وفترة ما بعد الولادة والعوامل الفيزيولوجية.
تكون النوبات لدى حديثي الولادة تحت سريرية عادة ويُصعب تشخيصها بناءً على الملاحظات السريرية عمومًا. من الصعب اكتشاف النوبات التي تشمل الحواس على وجه الخصوص عند حديثي الولادة. يعتمد التشخيص على تحديد سبب النوبة والتحقق من نشاط النوبة الفعلية عن طريق قياس النشاط الكهربائي باستخدام تخطيط كهربائية الدماغ (إي إي جي). تساعد مجموعة المبادئ التوجيهية التي طورتها الجمعية الأمريكية لعلم وظائف الأعصاب السريري مقدمي الرعاية الصحية على معرفة الوقت المناسب لتخطيط كهربائية الدماغ وتوافقه مع النوبات. يعتمد العلاج عمومًا على معرفة السبب الكامن وراء النوبة. يمكن العلاج بتناول المواد الكيميائية الناقصة التي تؤدي إلى النوبات، ولكن إذا استمرت وتأكدت باستخدام تخطيط كهربائية الدماغ، يجب البدء بالعلاج الدوائي بالعقاقير المضادة للصرع.
يوجد جدل كبير حول النتيجة طويلة الأمد للنوبات لدى حديثي الولادة بين البيانات والاستنتاجات التي حُصّلت من خلال التجارب على الحيوانات وتلك التي نتجت عن الأبحاث السريرية. تتمثل المسائل المتضاربة الرئيسية في إمكانية تسبب النوبات عند الأطفال حديثي الولادة في تكوين الصرع والعجز على المدى الطويل. تطورت نوبات لدى أقل من نصف الأطفال المصابين في وقت لاحق من حياتهم. تعتبر هذه النوبات الوليدية محددة لذاتها، وبالتالي لا يستخدم مصطلح صرع حديثي الولادة لوصف هذه النوبات. تشير التقديرات إلى أن ما يقارب 15% من النوبات لدى حديثي الولادة تمثل متلازمة الصرع. لم يُحدد تواتر حدوث النوبات لدى حديثي الولادة بوضوح، ولكن قُدر التواتر بنحو 80-120 حالة لكل 100,000 وليد سنويًا. يعد حدوث النوبات في فترة حديث الولادة أعلى منه في أي وقت آخر، وتحدث غالبًا في الأسبوع الأول من الحياة.